# 인피스트미디어
인피스트미디어(INPIST MEDIA)는 대한민국의 광고기획, 영상미디어 제작사이다.

## 주요 작품
- 2008년 [공연] 여성국극 영산홍
- 2009년 [공연] 풍류화객 신윤복
- 2010년 [축제] 환경음악축제
- 2011년 [뮤지컬] 콩쥐팥쥐
- 2011년 [콘서트] 아라연 창단 5주년 기념 특별기획콘서트
- 2012년 [PR] 그 특별한 비밀 이야기(Special Scret)
- 2012년 [공연] 국악, 영상을 입다.
- 2013년 [CF] 울학교학습센터 MSSC
- 2014년 [단편] 따뜻(여자의 표준어 맞춤법)
- 2015년 [방송] 리얼해소버라이어티 얼술락
- 2016년 [공연] 홍성덕 국악사랑
- 2017년 [CF] 크리스토리(CHRISTORY)
- 2018년 [CF] 또 하나의 집